# Vorbilder?!
Vorbilder?! (Originaltitel: Role Models) ist eine Filmkomödie aus dem Jahre 2008 von Regisseur David Wain mit Seann William Scott und Paul Rudd in den Hauptrollen.

## Handlung
Danny und Wheeler sind zwei Promotioner für den Energy-Drink „Minotaurus“ in der Gegend um Los Angeles. Die Strategie lautet: Um Kinder von Drogen fernzuhalten, sollen sie stattdessen zu „Minotaurus“ greifen (obwohl Wheeler selbst Marihuana raucht). Wheeler liebt seine Arbeit, da er nur für den kurzfristigen Spaß einschließlich zahlreicher One-Night-Stands lebt. Und in seinem Minotaurus-Kostüm fällt es nicht auf, wenn er verkatert zur Arbeit erscheint.
Danny dagegen hasst seinen Job und hat eine konstant negative Einstellung dem Leben gegenüber, weshalb seine Freundin Beth ihre Beziehung zu ihm beendet. Als dann am selben Tag ihr Promotion-Jeep nach einer katastrophalen Präsentation an einer High-School abgeschleppt werden soll, rastet Danny aus. Er versucht mit dem Wagen zu flüchten, was damit endet, dass sie die Schulstatue rammen.
Wegen Zerstörung von Schuleigentum, Falschparken, vorsätzlicher Gefährdung, öffentlicher Ruhestörung, Widerstand gegen die Staatsgewalt und versuchtem schwerem Autodiebstahl werden beide zu je 30 Tagen Gefängnis verurteilt.
Dannys Ex-Freundin gelingt es jedoch als Rechtsanwältin, die Strafe auf 150 Sozialstunden herunterzuhandeln. Diese müssen die beiden in den nächsten 30 Tagen bei der Organisation „Sturdy Wings“ ableisten; dort bekommen Kinder einen Erwachsenen als Freund und Betreuer zur Seite gestellt. Die Einrichtung wird von der ehemaligen Kokain-süchtigen Gayle Sweeny geführt. Sie warnt die beiden, dass ihre Anwesenheit richterlich angeordnet wurde und sie ständig beobachtet werden. Sobald sie ihre Aufgaben nicht erfüllen, werde sie dafür sorgen, dass man sie ins Gefängnis schickt. Dannys Schützling ist Augie Farks, ein linkischer und Live-Actionrollenspiel-süchtiger Teenager. Wheeler soll den großmäuligen zehnjährigen Ronnie Shields betreuen.
Zunächst scheint die Lage aussichtslos, denn Danny kann bei Augie keine gemeinsamen Interessen entdecken und Ronnie akzeptiert Wheeler nicht. Nach ein paar Tagen zeigt Ronnie jedoch Interesse an Wheelers Lieblingsband Kiss und Wheeler entdeckt, dass Ronnie genauso sexversessen ist wie er selbst. Derweil spielt Danny halbherzig bei Augies mittelalterlichem Liverollenspiel – genannt LAIRE (Live Action Interactive Roleplay Explorers) – mit.
Als die beiden Freunde mit den Kindern bei einem Wochenendausflug campen, lässt Wheeler, während er Sex mit einer Betreuerin hat, Ronnie unbeaufsichtigt. Am nächsten Morgen findet Ronnie die nackte Frau im Zelt, während Wheeler, aufgrund exzessiven Schlaftablettenkonsums ebenfalls nackt, mitten auf dem Campingplatz schlafend entdeckt wird.
Als Gayle daraufhin die beiden Jungen befragt, was im Camp geschehen sei, decken diese Danny und Wheeler.
Nun verbessert sich das Verhältnis grundlegend: Danny nimmt zusammen mit Augie an einer LAIRE-Schlacht teil, in der Augie den König tötet. Der König bestreitet dies und lässt seinen Sieg von seinen Leibwächtern bezeugen, die jedoch nicht anwesend waren. Daraufhin verliert Danny die Kontrolle, bezichtigt ihn des Betrugs und versucht, ihm die Krone zu entreißen. Deswegen verbannt der König Augie und Danny aus LAIRE. Um sich bei Augie zu entschuldigen, kreuzt Danny bei den Eltern auf und wird von ihnen zum Essen eingeladen. Dabei erfährt er, dass diese Augies Hobby verabscheuen. Er sagt ihnen daraufhin deutlich, dass er sie für schlechte Eltern hält und verlässt wütend das Haus.
Währenddessen ist Wheeler mit Ronnie auf einer Party, bei der er ihn erneut allein lässt, um sich in einem Nebenraum mit einer Bekanntschaft zu vergnügen. Zurück auf der Party bemüht sich Wheeler vergeblich, Ronnie zu finden. Als er seine Mailbox checkt, hört er eine Nachricht von Ronnies wütender Mutter, die ihm mitteilt, dass er zu Fuß nach Hause gelaufen sei und Wheeler sich nicht mehr blicken lassen soll.
Am nächsten Morgen teilt Gayle den beiden mit, dass die Eltern neue Mentoren für ihre Kinder haben wollen. Um rechtlichen Rat einzuholen, gehen sie ins Büro von Beth, die ihnen mitteilt, dass sie wahrscheinlich ins Gefängnis müssen. Danach schlagen sich die beiden nach einem kurzen Wortgefecht im Aufzug, was offenbar die Freundschaft zerstört.
Als Danny seine Kleidung durchsucht, findet er die Kampfkleidung, die Augie ihm gegeben hat. Er geht zum 'Burger Hole', wo der LAIRE-König und seine Männer vor jedem Kampf speisen, und bittet um Entschuldigung und die Erlaubnis, am Nachmittag mit Augie an der 'Battle Royale', dem letzten Kampf des Jahres, teilzunehmen, was der König genehmigt. Unterdessen geht Wheeler nach unzähligen Anrufen zu Ronnie und bekommt die Erlaubnis von dessen Mutter, nach der Haft mit ihm weiterhin Kontakt zu pflegen.
Augie wirft man aus seiner Nation Xanthia raus. Danny erschafft eine neue Nation „Kiss-my-Anthia“, die wie die Band Kiss auftritt. Durch die Teilnahme an dem Kampf verpasst er die Gerichtsverhandlung, so dass er eine längere Haftstrafe bekommt. Danny, Wheeler und Ronnie begraben ihre Differenzen und treten gemeinsam beim Kampf für Kiss-my-Anthia an, wo sie den Minotaur-Lkw aus ihrer früheren Arbeit benutzen.
Verschiedene Mitglieder der Nation opfern sich, um Augie im Zweikampf gegen den König beizustehen. Augie besiegt den König, wird jedoch im Anschluss von Esplen getötet, die daraufhin Königin wird. Augies Eltern beobachten den Kampf und akzeptieren am Ende seine Interessen.
In der Nach-Schlacht-Party küsst Augie schließlich Esplen und wird ihr König und auch Danny und Beth kommen wieder zusammen. Gayle, beeindruckt von den Bemühungen des Paars, erklärt, sie habe früher von dem besagten Richter Drogen im Tausch gegen Oralsex erworben, so dass sie mit belastendem Wissen den Beschluss revidieren lassen kann.

## Kritiken
- Lexikon des internationalen Films: „Amüsante Komödie, die trotz konventioneller Struktur liebenswerte Eigenheiten und Gespür für Sprachwitz aufweist. Derbheiten und rührseligen Momenten steht eine selbstsichere Ernsthaftigkeit gegenüber, mit der sich die Protagonisten um Problemlösung bemühen.“[4]

- Bert Rebhandl schrieb in der Berliner Zeitung: „David Wain setzt nicht auf den zotigen Humor von ‚American Pie‘, sondern auf recht genaue Schilderungen des Lebens in einer typisch amerikanischen Wohngegend und gewinnt die Komik aus den leicht bizarren Reibereien, die entstehen, wenn die Menschen einfach nur sie selbst sein wollen – und gewillt sind, den Preis für ihre Unangepasstheit zu zahlen.“[5]